# Skin (telefilme)
Skin é um telefilme de drama holandês de 2008, dirigido por Hanro Smitsman e estrelado por Robert de Hoog.

## Sinopse
Nos anos setenta, um adolescente holandês chamado Frankie, que é filho de um sobrevivente do holocausto, vive em uma área de classe trabalhadora na Holanda. A mãe de Frankie é levada para hospital em estado terminal, causando um grande atrito entre ele e seu pai. Um dos amigos de Frankie, um garoto negro, que gosta da cultura Punk & Skinhead, lhe fornece drogas e o leva um show punk, o que faz Frankie se identificar fortemente com os Skinheads e se envolver mais, porem com o tempo ele vai para o lado errado da historia, entrando em um grupo Neo Nazista, o que mudara sua vida para sempre.

## Elenco
- John Buijsman como Simon
- Chris Comvalius como Klant
- Guus Dam como Amos
- Robert de Hoog como Frankie
- Lukas Dijkema como Eigenaar Soos
- Rian Gerritsen como Agente
- Teun Kuilboer como Robbert
- Sylvia Poorta como Anna
- Paul Geusebroek como Huub
- Juda Goslinga como Henk
- Jason Gwen como Lee
- Dajo Hogeweg como Peter
- Bart Klever como Vader Maikel
- Teun Kuilboer como Robbert
- Mike Libanon como Homem em Soos
- Mike Meijer como Gerrit
- Maurits Delchot como Terrence

## Prêmios e indicações
- Nederlands Film Festival 2008
  - Melhor Ator para Robert de Hoog (venceu)

- Munich Film Festival 2008
  - CineVision Award (indicado)

- Emmy Internacional 2009
  - Melhor Ator para Robert de Hoog (indicado)